# EXトーナメント
EXトーナメント（イー・エックス・トーナメント）は、KAIENTAI DOJOが開催しているトーナメント戦。

## 概要
全試合が特殊な試合形式（ルチャリブレルール、デスマッチ、決め技限定マッチ）で行われる。

## 歴代優勝者
| 年代   | 開催日  | 優勝者 | 準優勝者 |
| ------ | ------- | ------ | -------- |
| 2015年 | 3月22日 | 旭志織 | 雄馬     |